# Никольский, Юрий Сергеевич
Юрий Сергеевич Никольский (21 ноября (3 декабря) 1895 года, Москва — 9 мая 1962, Москва) — советский композитор и дирижёр, один из первых композиторов, создававших музыку для кино и радио. Его музыка звучала во многих радиопостановках, а его творчество отличает атмосфера особой театральности и чувство стиля.

## Биография
Родился 21 ноября (3 декабря) 1895 года. Жил в Москве.
С юных лет был связан с театром (Театр-студия Е. Б. Вахтангова, затем театр В. Э. Мейерхольда).
С 1918 года — заведующий музыкальной частью Театра-студии.
В 1925 году окончил Московскую консерваторию по классу композиции Г. Л. Катуара и Н. Я. Мясковского; по дирижированию обучался у К. С. Сараджева.
в 1928—1932 годах — заведующий музыкальной частью театра В. Э. Мейерхольда.
В 1924—1929 годах преподавал в музыкальных техникумах Москвы.
В 1932—1935 годах — редактор детского музыкального вещания Всесоюзного радио.
Умер 9 мая 1962 года в Москве.
Награждён медалью в память 800-летия Москвы (1947).

## Память
- Произведения и документы Ю. С. Никольского находятся в Гостелерадиофонде и РГАЛИ[3][4].

## Творчество

### Музыка для кино
- 1935 — У синя моря (не сохранился)
- 1937 — Гаврош
- 1937 — Негритянская сказка
- 1937 — Храбрый заяц (не сохранился)
- 1938 — Друзья из табора (короткометражный)
- 1939 — Советские патриоты
- 1940 — Медвежонок (мультипликационный)
- 1940 — Сын джигита (короткометражный)
- 1943 — Краденое солнце (мультипликационный)
- 1944 — Синдбад-мореход (мультипликационный)
- 1945 — Зимняя сказка (мультипликационный)
- 1948 — Серая Шейка (мультипликационный)
- 1949 — Гуси-лебеди (мультипликационный)
- 1949 — Кукушка и скворец (мультипликационный)
- 1949 — Сказка старого дуба (мультипликационный)
- 1949 — Чужой голос (мультипликационный)
- 1950 — Крепыш (мультипликационный)
- 1951 — Сказка о мёртвой царевне и о семи богатырях (мультипликационный)
- 1954 — Оранжевое горлышко (мультипликационный)
- 1954 — Стрела улетает в сказку (мультипликационный)
- 1955 — Юля-капризуля (мультипликационный)
- 1957 — В некотором царстве (мультипликационный)
- 1958 — Лиса и волк (мультипликационный)
- 1958 — Три медведя (мультипликационный)
- 1959 — Новогоднее путешествие (мультипликационный)

### Музыка для радио
- Клуб знаменитых капитанов
- Почтовый дилижанс в стране литературных героев

Интересный факт
В мультфильме "Аистенок и пугало" (https://www.youtube.com/watch?v=9mmY4Ht3Tg4) (кукольная телевизионная постановка. Творческое объединение «Экран», 1970 г., сценарий В. Зубковой по мотивам чешской сказки писательниц Л. Лопейской и Г. Крчуловой, режиссер: Дмитрий Бабиченко, оператор И. Голоб, художник В. Назарук, актеры: Нина Гуляева, Маргарита Корабельникова, Николай Литвинов, Михаил Яншин) в титрах указано: музыка Ю. Никольского. То есть создание мультфильма завершено не позднее 1970 г., когда композитора не было вживых, — возможно, мультипликаторы сделали компиляцию из музыкальных фрагментов произведения композитора. 